# Балига, Джайянт
Джаянт Балига (англ. B. Jayant Baliga; 28 апреля 1948 год, Мадрас, Индия) — американский инженер в области электроники. Известен как один из изобретателей биполярного транзистора с изолированным затвором.

## Награды
- 1993 — Премия Морриса Либманна
- 1999 — Медаль Ламме
- 2010 — Национальная медаль США в области технологий и инноваций[2]
- 2014 — Медаль почёта IEEE
- 2015 — Глобальная энергия[3]